# Ashton-in-Makerfield
Ashton-in-Makerfield è una località di 28.505 abitanti della contea della Greater Manchester, in Inghilterra, già comune fino al 1974.